# Listă a regiunilor Statelor Unite ale Americii

Împărțirea Statelor Unite ale Americii în regiuni

- Prezenta pagina este o listă a regiunile Statelor Unite ale Americii.

1. Regiunea Noua Anglie
2. Regiunea Central-atlantică
3. Regiunea Central-nord-estică
4. Regiunea Central-nord-vestică
5. Regiunea Sud-atlantică
6. Regiunea Central-sud-estică
7. Regiunea Central-sud-vestică
8. Regiunea Munților Stâncoși
9. Regiunea Nord-pacifică
10. Regiunea Sud-pacifică
11. Regiunea Statelor Alaska și Hawaii
12. Teritoriile Statelor Unite ale Americii